# Capnia alternata
Capnia alternata är en bäcksländeart som beskrevs av Zapekina-dulkeit 1975. Capnia alternata ingår i släktet Capnia och familjen småbäcksländor. Inga underarter finns listade i Catalogue of Life.